# Antennenumschalter
Als Antennenumschalter bezeichnet man ein Gerät, das es dem Bediener einer Funkstelle erlaubt, ein Funkgerät an verschiedene Antennen aufzuschalten oder umgekehrt dieselbe Antenne von verschiedenen Funkgeräten aus anzusteuern. Es gibt passive, direkt in Griffnähe des Bedieners befindliche Geräte, sowie ferngesteuerte, meist elektromechanisch betätigte Modelle. 

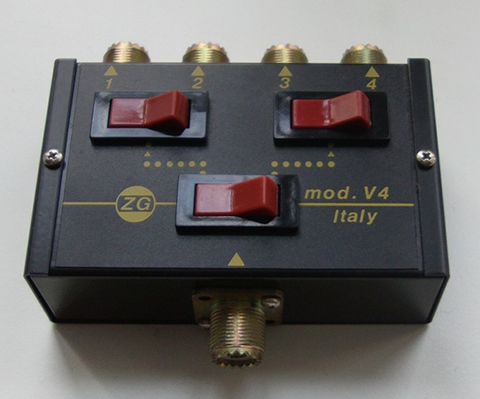
Antennenumschalter aus dem Amateurfunkzubehör

## Aufbau
Meist handelt es sich um Umschalter, die zwischen mehreren (meist zwei oder vier, es gibt jedoch auch Umschalter mit mehr Ausgängen) Koaxialkabeln umschalten können. Der prinzipielle Aufbau ist sehr simpel, da die Abschirmung der Koaxialkabel auf Masse liegt und somit nur die Seele des Eingangskabels auf den Ausgang gelegt werden muss. Werden zum Beispiel in der Gigahertz-Technik geringere Verluste benötigt, verkompliziert sich der Aufbau deutlich, da hier auf möglichst geringe Dämpfungen geachtet werden muss. Dasselbe gilt für hohe Sendeleistungen, da hierbei durch Verluste Hitze entstehen kann und diese, falls dieser Umstand beim Entwurf nicht ausreichend bedacht wurde, bei einfachen Umschaltern zu einem Verschweißen der Schaltkontakte führen würde.